# Eric Metcalf
(en) Statistiques sur pro-football-reference
Eric Quinn Metcalf (né le 23 janvier 1968 à Seattle dans l'État de Washington aux États-Unis) est un joueur américain de football américain.
Il a joué aux postes de running back et de wide receiver ainsi qu'en tant que kick returner au sein des équipes spéciales.
Il a été joueurs dans sept équipes différentes au cours de sa carrière dans la National Football League (NFL). Il a été sélectionné à trois reprises au Pro Bowl (1993, 1994 et 1997) et à deux reprises dans la première équipe All-Pro (1993, 1997). En 1990, il mène la ligue au nombre de yards gagnés en retour de kickoff.
Auparavant au niveau universitaire, il avait joué pour les Longhorns du Texas dans la NCAA Division I FBS pendant quatre saisons.